# وادي الشلف
وادي الشلف (بالأمازيغية: ⵉⵖⵣⵔ ⴰⵎⵇⵔⴰⵏ, إغزر أمقران) هو الوادي الأكثر أهمية بالنسبة للجزائر، على طول 725 كيلومترا ينبع من جبال العمور بولاية الأغواط جنوب الجزائر لينحدر إلى الشمال الغربي من الجزائر العاصمة وبالتحديد الى ولاية مستغانم وأيضا هو أطول واد في البلاد والأكثر تدفقا. و بتتبع مساره فهو ينبع من جبال الأطلس الصحراوي تحديدا من بلديتي سبقاق وبريدة بولاية الأغواط تحتى مسمى وادي الطويل مرورا بمدينتي قلتة سيدي سعد والبيضاء ليدخل الى ولاية تيارت حيث يلتقي بـوادي واصل ثم سيدي لعجال أقصى شمال ولاية الجلفة ليدخل الى ولاية المدية عبر بلدية الشهبونية فبوغزول ثم قصر البخاري و منه الى ولاية عين الدفلى ثم الشلف ويصب مياهه في البحر الأبيض المتوسط قرب مستغانم.

## أصل الكلمة
أصل كلمة الشلف جأت من كلمة شينالاف (CHENALEPH) وهو اسم من أصل قرطاجي يستخدم لدى الرومانيين.
- أعطي اسمه لمدينة الشلف بعدما كانت تسمى سابقا الأصنام بعد تدمير 80 ٪ من المدينة من قبل زلزال في عام 1980.

## الجغرافيا
- يبلغ طوله 725 كم ومع ذلك، هناك غموض كبير في هذا الرقم بسبب عدم نظامية جريانه وكمية التدفق كل سنة وهذا ما يسمى بالتذبذب.

## الروافد الأساسية

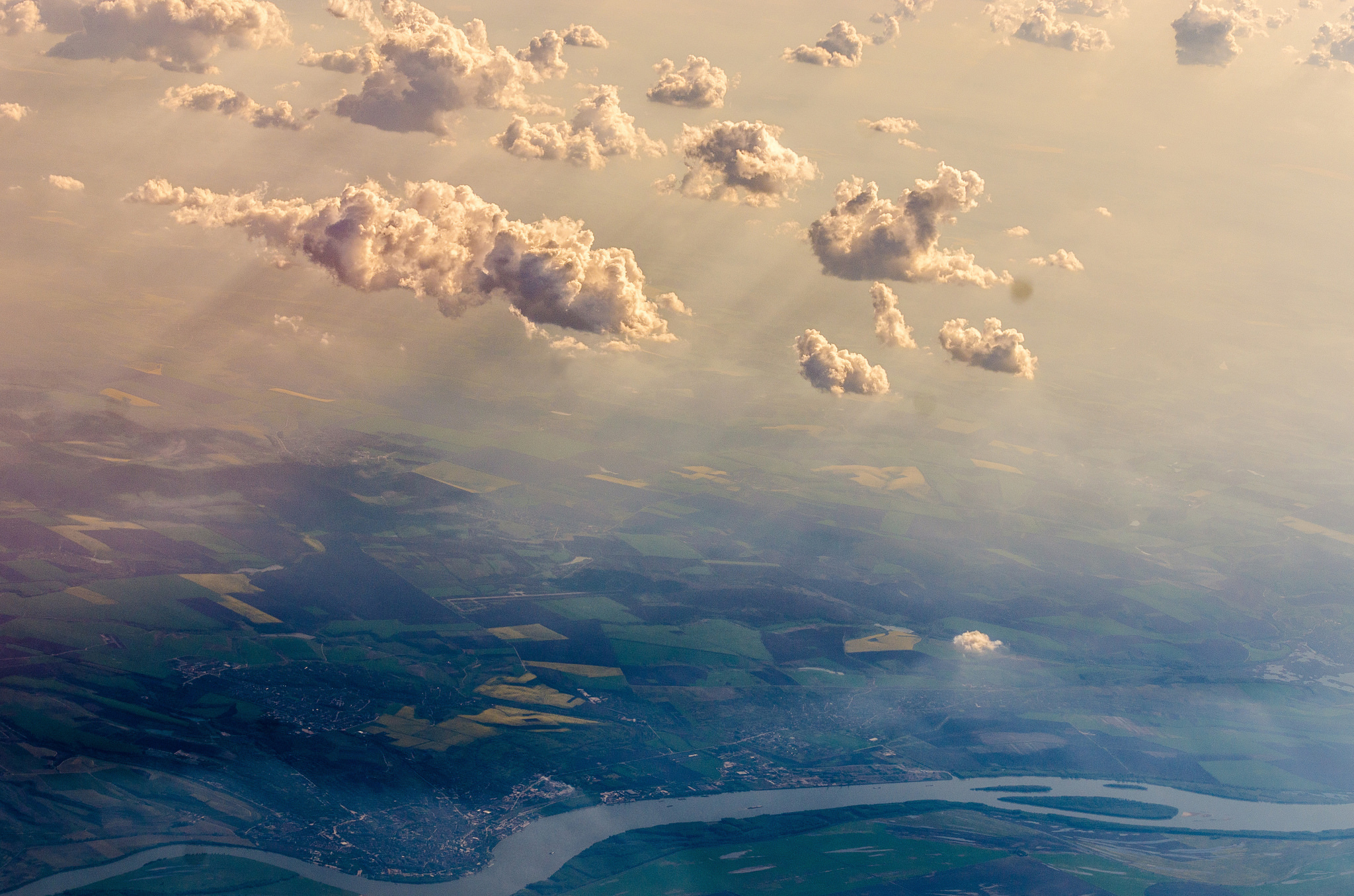
صورة جوية لوادي الشلف

ينبع من جبال العمور بالأغواط ويصب في البحر الأبيض المتوسط قرب مستغانم:
- على الضفة اليسرى من واد دردور أسفل جبال تازة من بينها جبل أشاوون الذي يرتفع ب1 804 م ويتدفق عبر الأخاديد إلى الشمال من قرية الكيفان إلى غاية وادي الشلف.
- واد الروينة من الجبال التي تهيمن على وتزداد التدفقات من الشمال إلى الجنوب وتضيع في الشرق ب3 كم من القرية إلى الذي أعطي اسمه ومن المتوقع على مساره (4 500 م)المنبع يتبع طريقا من الجزائر العاصمة إلى وهران.
- واد الفضة الونشريس ويصب على بعد 22 كم.
- واد لرجام يصب من الونشريس ويضيع في واد الشلف.
- واد جبل الداهموس على الضفة اليمنى من الشلف، يمر إلى الجنوب من بني عقيل ويصب في البحر بين شرشال وتنس.
- واد واصل ينبع من ولاية تيارت وهو دائم الجريان تقريبا.
- وادي مينا ينبع من الجبل الاخضربفرندة ويمر عبر ولاية غليزان ويصب في بلدية سيدي خطاب.
- واد الطويل ينبع من ولاية الأغواط ويتحد مع واد واصل ليشكلان معا واد الشلف.